# E'erdeng'aobao
E'erdeng'aobao (kinesiska: 额尔登敖包, 额尔登敖包苏木) är en socken i Kina. Den ligger i den autonoma regionen Inre Mongoliet, i den norra delen av landet, omkring 110 kilometer nordväst om regionhuvudstaden Hohhot.
Genomsnittlig årsnederbörd är 411 millimeter. Den regnigaste månaden är juni, med i genomsnitt 102 mm nederbörd, och den torraste är januari, med 2 mm nederbörd.